# Мечеть Казим Гарабекир Паша
Мечеть Казим Гарабекир Паша (азерб. Kazım Qarabəkir Paşa məscidi) — храм и памятник архитектуры, расположенный в городе Нахичевань, Азербайджан. Мечеть была построена при поддержке Турецкого Фонда по делам религии в честь Казим Гарабекир Паши — командующего Восточным фронтом турецкой армии, проявившего мужество и доблесть при освобождении Нахичевани от армянских войск в 1918—1919 годах.

## О мечети
Строительство здания мечети было начато 20 сентября 1995 года.  Архитектором мечети был Чингиз Сечкин, а инженером проекта — Гамид Турадж. Открытие мечети состоялось 13 октября 1999 года. На открытии мечети присутствовали Президент Азербайджанской Республики Гейдар Алиев и дочь Казим Гарабекир Паши — Тимсал Гарабекир. На открытии Гейдар Алиев выступил с речью.
Архитектура мечети сочетает в себе два стиля — классический османский и византийский. Портал входной двери расположен на северной части здания мечети. Облицовка стен фасада сделана из Карадагского камня. Площадь мечети составляет 550 метров², вместе с двором площадь составляет 13 тысяч метров². В архитектуре мечети имеется 2 минарета высота которых 38 метров. На первом этаже трёхэтажного расположены центральный зал и вспомогательные помещения, на втором этаже - мужской молельный зал, третий этаж предназначен для женщин. Общая вместительность составляет 1000 человек. В южной части мечети находится михраб — молитвенная ниша. На мраморных плитах вокруг михраба на арабском языке выгравированы Аяты из Корана. Окна мечети выполнены в витражной технике.
На фасаде над главным входом в мечеть имеется надпись на арабском и турецком языках, которая гласит: «Мечеть Казим Гарабекир Паша была построена Турецким религиозным фондом, пожертвованиями турок, живущих в Бельгии, в дар братства народу Нахчывана. 1997»